# Iksa
L'Iksa (in russo Икса?) è un fiume della Russia, nella Siberia occidentale, affluente di destra del fiume Čaia (un affluente dell'Ob'). Scorre nel Kolyvanskij rajon dell'Oblast' di Novosibirsk e nei rajon Bakčarskij e Čainskij dell'Oblast' di Tomsk. 
Il suo nome deriva dalla parola turca jik (йик) che significa "fiume".

## Descrizione
L'Iksa scende dalle zone paludose della Pianura di Vasjugan nella zona confinaria tra gli oblast' di Novosibirsk e Tomsk. Scorre dapprima in direzione nord-est lungo il confine e poi verso nord fino a immettersi nella Čaia all'altezza del villaggio di Podgornoe. La sua lunghezza è di 430 km. L'area del bacino è di 6 130 km². La portata media annua del fiume, all'altezza dell'insediamento di Kopanoe Ozero (Копаное Озеро), è di 15,05 m³/s.
Lungo il corso del fiume si trovano solo piccoli insediamenti rurali. Tra gli anni 1960 e 1970, era attiva la centrale idroelettrica Iksinskaja (Иксинская ГЭС) 5 km prima della foce del fiume. Le strutture, iniziate ad essere costruite nel 1949, non sono più operative.